# Festival internazionale del circo città di Latina
Il Festival internazionale del Circo - Città di Latina, conosciuto anche come International Circus Festival of Italy è una delle più importanti e seguite rassegne circensi del mondo.
La prima edizione si è svolta nel 1999, mentre la più recente, ventunesima, si è svolta nel 2020. La manifestazione è una competizione tra artisti provenienti dai cinque continenti, che si esibiscono di fronte ad una giuria tecnica internazionale formata da esperti del settore. L'evento è inoltre ricco di eventi collaterali, quali Circus Expo e il Caffè Letterario. Il festival si connota attualmente come una vera e propria vetrina di talenti, dove si incontrano tradizione e innovazione.
La manifestazione si svolge nell'area del mercato settimanale di Latina, nella terza settimana del mese di ottobre (dal giovedì al lunedì). Ogni anno partecipano alla gara circa 100 artisti provenienti mediamente da 20 nazioni.
L'evento si svolge all'interno di una grande tensostruttura, separata in spazi che accolgono il foyer, la pista, tribune, l'area mensa con le cucine e il backstage.

## Associazione Culturale Giulio Montico
L'evento è organizzato dall'Associazione Culturale Giulio Montico, con sede a Latina. Essa è stata fondata da Giulio Montico con l'obiettivo di promuovere l'arte circense attraverso l'organizzazione del Festival Internazionale del Circo -  "Città di Latina".  Nel 2012 l'evento ha modificato la sua intestazione divenendo "International Circus Festival of Italy - Latina", per dare un riconoscimento al profilo mondiale che l'evento ha assunto nel corso degli anni.

## Le edizioni
La prima edizione del festival si svolse nel 1999, mentre l'ultima edizione si è svolta ad ottobre 2020. Nel corso del tempo è cambiata la durata delle singole edizioni, andando a fissarsi in cinque giorni a partire dal 2002.

### Prima edizione (1999/2000)

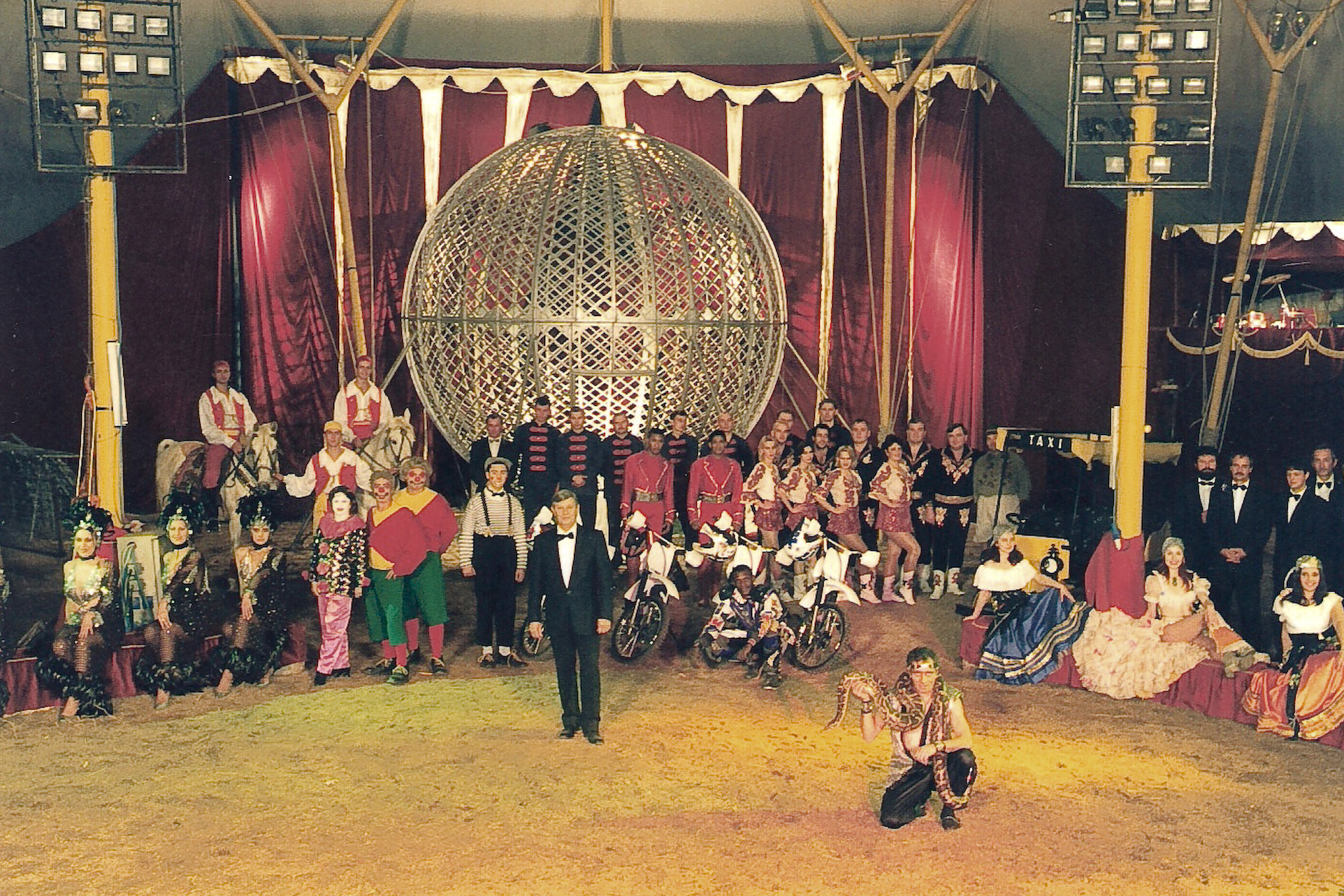
Foto di Gruppo (1999)

La prima edizione si svolse dal 18 dicembre 1999 (giorno del compleanno della città di Latina) al 30 gennaio 2000.
I vincitori di questa prima edizione furono la Troupe Torres (Repubblica Dominicana), con la disciplina del Filo Alto. Il premio "Latina d'Argento" venne vinto dalla Troupe Bilea (Romania), con le bascule acrobatiche. Il "Latina di Bronzo" venne vinto dalla Troupe Torres (Repubblica Dominicana) con il Globo.
Alla prima edizione parteciparono anche numeri di acrobazia, lancio di coltelli, pony, serpenti.

### Seconda edizione (2000/2001)
La seconda edizione del festival si svolse dal 23 Dicembre 2000 al 14 Gennaio 2001.
Si legge nella rivista di questa edizione <<Giulio Montico, girando tutta l'Europa, è riuscito a scritturare gli artisti migliori presenti sulla scena mondiale e completare così il già ricco cartellone di spettacoli.>> Appare infatti molto più ricco il programma di questa seconda edizione, che conta 13 numeri in gara, con sette nazionalità differenti.

I vincitori furono: Latina D'Oro Troupe Cirneanu Eugen Ju (Romania, Acrobazia); Latina d'Argento ex aequo Miss Silvia Stipka (Repubblica Ceca, Antipodismo) e Miss Sandra Stipka (Repubblica Ceca, Giocoleria); Latina di Bronzo Los Baguales (Argentina, Bolas).

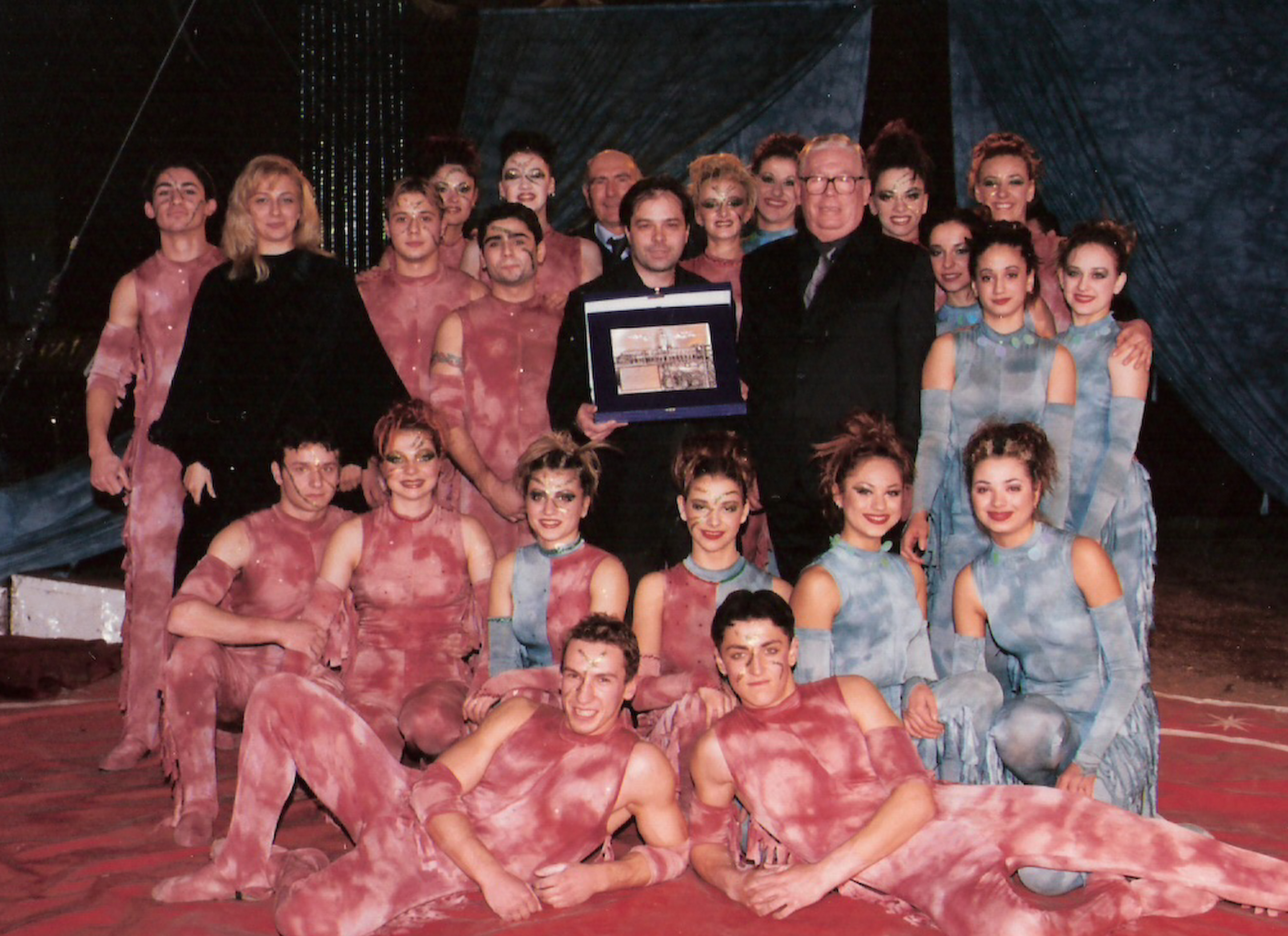
Latina D'Oro - Cirneanu Ju Eugen

Parteciparono inoltre: Troupe Platinum (Romania, Balletto e Giocoleria), Miss Beatrice (Germania, Cavalli), Troupe Alma (Romania, Fantasia Aerea), Duo Edgar (Francia, Passo a Due), Daniela Duro (Romania, Hula Hoop), Troupe del Globus Circus (Romania, Numero Aereo), Mister Ronald (Svizzera, Cammelli), Los Goty's (Spagna, Clown), Famiglia Splinder (Germania, Elefanti).
L'edizione fu dedicata ai bambini e alla solidarietà; testimonianza di quest'intento fu l'adesione al "Progetto Andrea" con il concorso di disegno "Il Circo in ospedale", con lo scopo di stimolare la creatività del bambino e di portarlo a riflettere sulla possibilità di utilizzare la risata come metodo per affrontare situazioni di disagio fisico e psicologico.

### Terza edizione (2001)
La terza edizione del festival si svolse dal 15 al 25 Novembre 2001.
Dal 15 al 19 novembre si svolse la competizione, mentre i giorni dal 21 al 25 novembre furono dedicati al "Gala Stars"
I Vincitori furono: Lu Chenying e Zhang Junlin dalla Cina (Latina d'Oro); i Latina d'Argento furono tre: Albina (Russia, Trapezio), Duo Dosbaritov (Kazakhstan, Fasce), Villy Colombaioni (Italia, Giocoleria). Vennero assegnati tre Latina di Bronzo: Jennifer Medini (ITalia, Tessuti), Ruili Liang (Cina, Rullo), Duo Boman (Russia, Mano a Mano). 

### Quarta edizione (2002)
La quarta edizione del festival si svolse dal 14 al 24 Novembre 2002. Quest'edizione coincidenza con il Settantesimo Anniversario della Fondazione della Città di Latina (1932-2002).
Dal 14 al 18 novembre si svolse la competizione, mentre i giorni dal 20 al 24 novembre furono dedicati al "Gala delle Stelle".

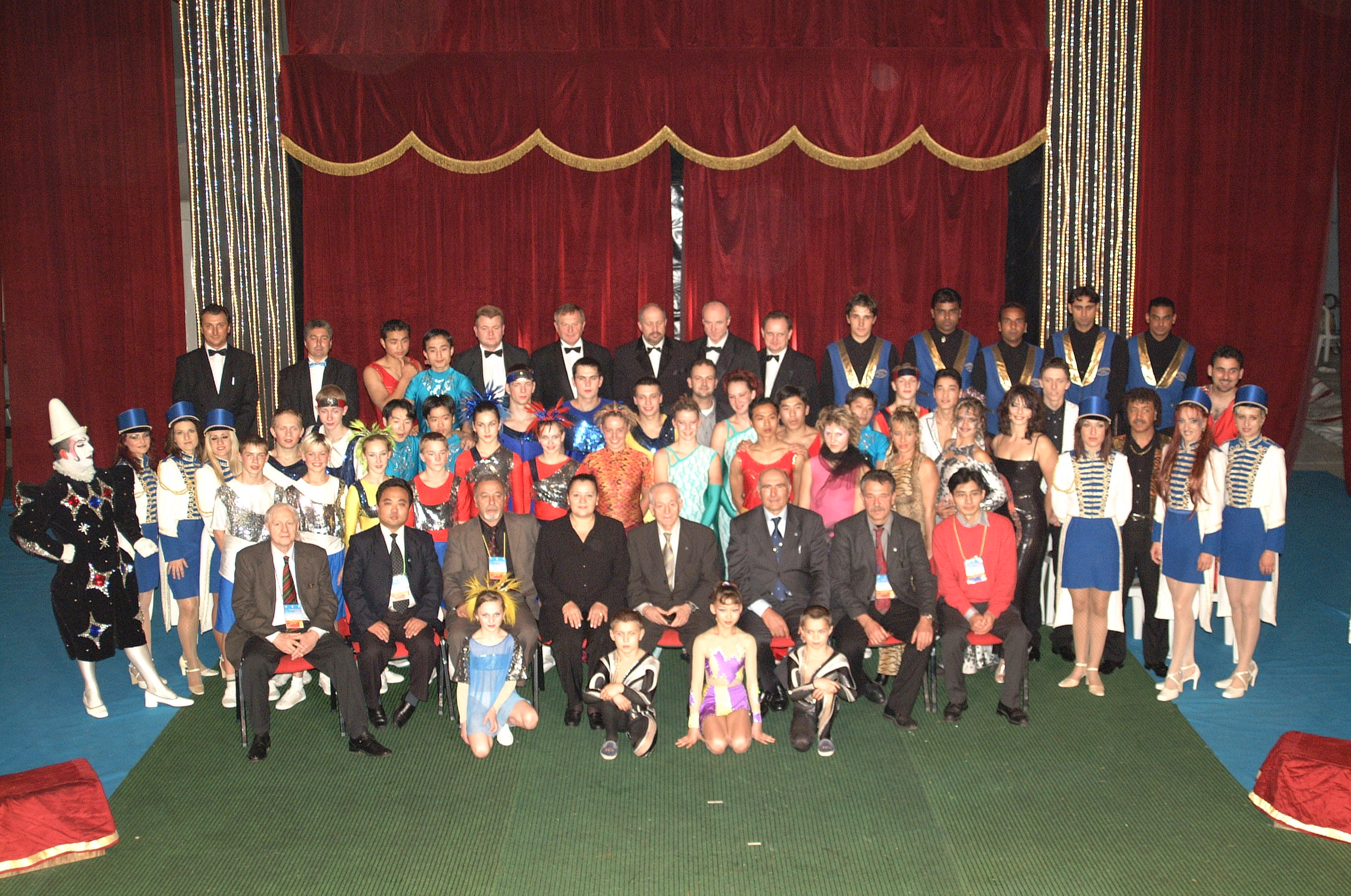
Gruppo e Giuria 2002

Nella rivista della quarta edizione, Giulio Montico scriveva "(...) La solidarietà, l'amicizia e la gioia di far divertire gli altri, soprattutto i bambini, è il nostro unico credo".
I vincitori di questa edizione furono per il Latina D'Oro: Carlo D'amico (Italia, Verticali), Latina D'Argento: Super Skok Scholl Cherevopets (Russia, Corde Acrobatiche), Latina di Bronzo: Daniel e Victor Kaloutskikh (Russia, Contorsionismo). 
Per la prima volta, venne assegnato un premio speciale dal Presidente della Repubblica Italiana. 

### Quinta edizione (2003)
La quinta edizione del festival si svolse dal 23 al 27 ottobre 2003. Per la prima volta, la manifestazione acquisiva una durata di 5 giorni, che manterrà per tutte le successive edizioni.
Il Latina D'Oro venne assegnato a due numeri: Anhui Acrobatic Troupe (Cina, Trapezio) e Anait Seyranyan (Armenia, Verticali); il Latina d'Argento venne vinto da Dmitry Prudnikov (Russia, Verticali), Acrobatic Henan Troupe (Cina, Scala Libera), Puyang Acrobatic Art School (Cina, Barra Russa); il Latina di Bronzo fu vinto da Ekaterina Choustova (Russia, Tessuti), Roman, Valery e Marina Tomanov (USA, Cinghie) e Shirly Lizzi (Italia, Giocoleria).
La quinta edizione ospitò il Convegno Internazionale dal tema "Il Circo in Europa - tra nuove estetiche e normative comuni."
Il Presidente della Repubblica Italiana assegnò un Premio Speciale e l'edizione venne patrocinata dal Presidente del Consiglio dei Ministri.

### Sesta edizione (2004)
La sesta edizione del festival si svolse dal 21 al 25 ottobre 2004. 
Il Latina D'Oro venne assegnato a due numeri: Hangzhou Acrobatic Troupe (Cina, Equilibrio sulle Sedie) e Il Circo di Stato della Buratiza (Russia, Contorsionismo); il Latina d'Argento venne vinto da Sergey Akimov (Russia, Tessuti), Hangzhou Acrobatic Troupe (Cina, Equilibrio su Trapezio), Hangzhou Acrobatic Troupe (Cina, Cerchi Cinesi); il Latina di Bronzo fu vinto da Suellen Roccuzzo (Italia, Contorsionismo), Victoria Shvartsman (USA, Tessuti) Acro Duo Lyapunov, Maliutin (Ucraina, Mano a Mano) e Olga Lenova con Anastasiya Korotaeva (Russia, Equilibrio)

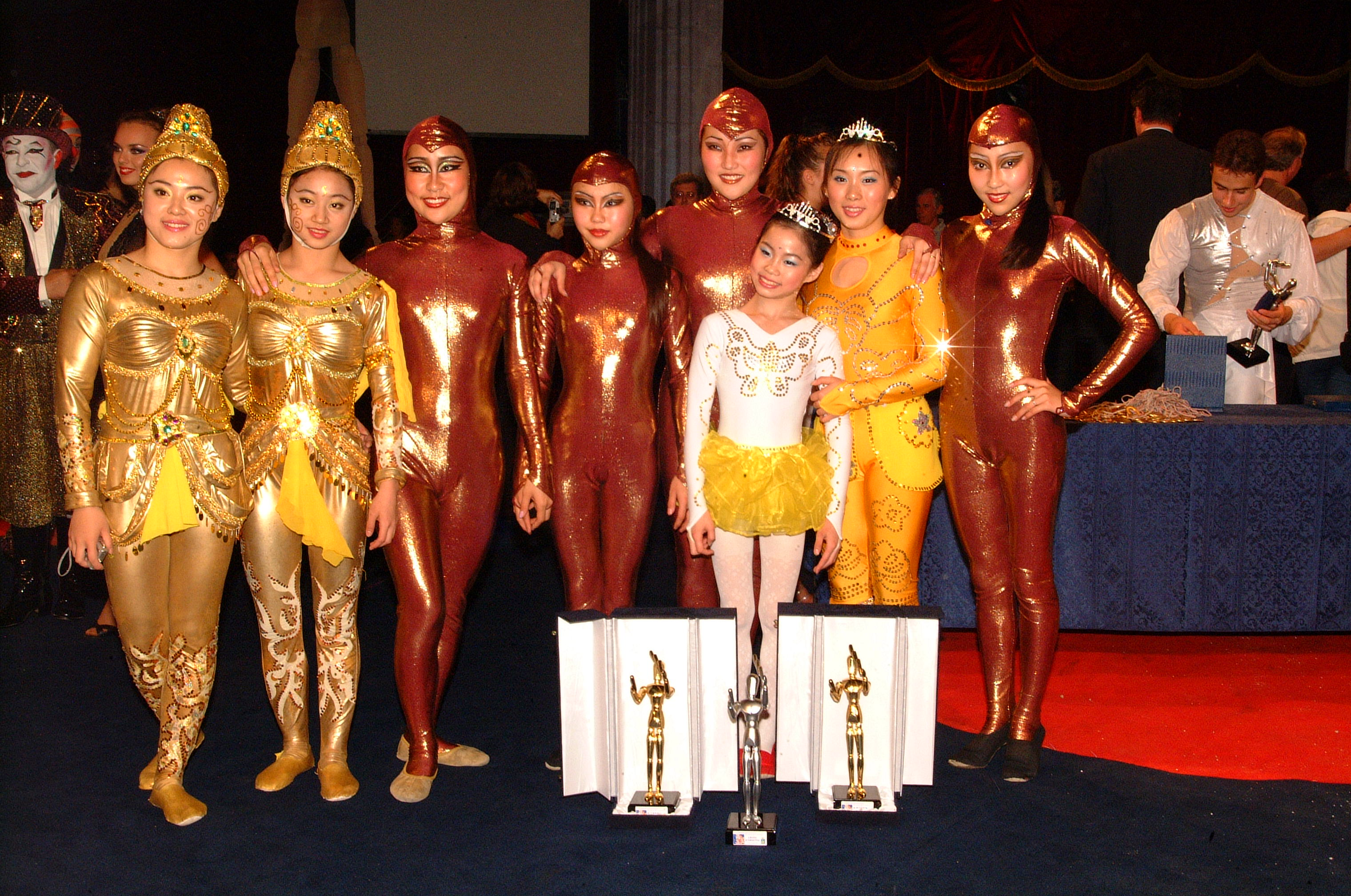

La sesta edizione ospitò il Convegno Internazionale dal tema "European Circus Festivals - Significati e Prospettive."
Il Presidente della Repubblica Italiana, ha concesso al Festival un premio speciale consistente in due medaglie d'argento.

### Settima edizione (2005)
La settima edizione del festival si svolse dal 20 al 24 ottobre 2005. 
Venne presentata da Andrea Giachi insieme a Zaira Montico. Il Direttore di Pista fu Tommy Cardarelli. 
Il Latina d'Oro venne vinto dalla Shaanxi Acrobatic Troupe della Cina, con un numero di Diablo. 
Il Latina d'Argento venne assegnato tre volte: a Diana Vedyashkina (Russia) con i suoi cani, a Elayne Saravia (Messico) con un numero di contorsionismo e di nuovo alla Shaanxi Acrobatic Troupe con un numero di equilibrismo. 
Vennero poi assegnati 5 Latina di Bronzo: a Jessica Gasser & Yuri Kreer (Svizzera), con un numero di mano a man, alla Mongolian Contortion Studio, con un numero di contorsionismo proveniente dalla Mongolia, a Papin Kachitryan, proveniente dalla Russia, con un numero di Verticali, a Le Botrio (Belgio) per il trampolino elastico e a Ives Casu, in rappresentanza dell'Italia, con il suo numero di giocoleria. 

### Ottava edizione (2006)
L'ottava edizione del festival si svolse dal 19 al 23 ottobre 2006. 
Venne presentata da Andrea Giachi insieme a Zaira Montico. Il Direttore di Pista fu Tommy Cardarelli. 
Il Latina d'Oro venne assegnato tre volte: alla Guandong Acrobatic Troupe della Cina, con un numero di Contorsionismo, alla Troupe Isaev, dalla Russia, con il loro numero di Pattinaggio, e a Semen Krachinov (Russia), con un numero di giocoleria.
Il Latina d'Argento venne assegnato tre volte: alla Troupe Marks (Russia) per un numero di acrobazia, a Naranguya e Baasansuren (Mongolia) con un numero di contorsionismo e ad Erik Niemen con un numero di filo. 
Il Latina di Bronzovenne assegnato due volte: al duo Avaseva e Snetkova (Russia), con un numero di mano a mano, e a Derek Coda Prin, in rappresentanza dell'Italia, con il suo numero di giocoleria. 
Semen Krachinov vinse anche il Premio della Critica da parte della Giuria Giornalistica presente all'evento.

### Nona edizione (2007)
La nona edizione del festival si svolse dal 18 al 22 ottobre 2007. 
Venne presentata da Andrea Giachi insieme a Viola Ranalletta. Il Direttore di Pista fu Tommy Cardarelli. 
Il Latina d'Oro venne assegnato a Dima Shine un eccellente verticalista dalla Russia. 
I due Latina d'Argento vennero assegnati alla Hebei Acrobatic Troupe (Cina) per un numero definito "Meteore", e a Alexandre Kulakov giocoleria dalla Russia.
I tre Latina di Bronzo vennero assegnati alla Troupe Galea (Russia), con un numero di sostenuto aereo, a Tayron Colombaioni, in rappresentanza dell'Italia, con il suo numero di giocoleria e a Stephanie Hones, dall'Italia, con un numero di Trapezio.

### Decima edizione (2008)
La decima edizione del festival si svolse dal 16 al 20 ottobre 2008. 
Venne presentata da Andrea Giachi. Il Direttore di Pista fu Tommy Cardarelli. 
Quest'edizione fu segnata dalla prematura scomparsa di Giulio Montico, che lascia la famiglia meno di due mesi prima dello svolgimento del Festival, che sarà percorso in ogni suo momento dal ricordo fresco ed emozionante della sua presenza.
Il Latina d'Oro venne assegnato a Cai Yong un giovane artista cinese della Shangai Circus School, con un numero di verticali. Rimane impressa la foto della sua premiazione in braccio ad Egidio Palmiri, allora Presidente di Giuria e dell'Ente Nazionale Circhi.
Altri due Latina d'Oro vennero assegnati alla "Troupe Khubaev", in rappresentanza del Circo di Stato di Mosca Bolshoi, con un numero di acrobatica e alla "Troupe Vorobiev", sempre dalla Russia, con un numero di altalena russa.
Vennero poi assegnati tre Latina d'Argento : alla Four Men Group (Bielorussia), in rappresentanza della Firebird Productions, con un numero di acrobatica; a  Maxim Popazov dalla Russia, con un numero di verticali; alla troupe "Flying to the stars", dall'Ucraina, con un numero di trampolino.
I tre Latina di Bronzo vennero assegnati alla troupe Men in black (Ucraina), con un numero di acrobatica, ai Rossi Brothers, in rappresentanza dell'Italia, con un numero di verticali e trapezio, e alla troupe Little Angels, contorsionismo dalla Mongolia.
Il Presidente della Repubblica assegnò una Medaglia Speciale, che fu consegnata a Flavio Togni con i suoi cavalli, in rappresentanza dell'American Circus (vinse anche il Premio Speciale Giulio Montico). 
Il Premio della Critica fu assegnato a Bruno, Claudio, Enis Jr Togni.

### Undicesima edizione (2009)
L'undicesima edizione del festival si svolse dal 15 al 19 ottobre 2009. 
Venne presentata da Andrea Giachi. Il Direttore di Pista fu Tommy Cardarelli. 
Da questa edizione in poi la Direzione Artistica del Festival è gestita dal figlio maggiore del compianto Giulio Montico, Fabio, ora Presidente dell'Associazione Culturale Giulio Montico.
Il Latina d'Oro venne assegnato a due numeri: la troupe di Alexej Sarach, dalla Russia, con un numero di Pertiche e la Troupe Selnikhin, dalla Russia, con un numero di Barra Russa.
Vennero poi assegnati tre Latina d'Argento : alla Troupe Essence (Ucraina), con un numero di acrobatica; alla  Troupe Ruban dalla Russia, con un numero di bascule; al trio composto da Tereshchenko, Povolia, Borshchanskaya, dall'Ucraina, con un numero di sostenuto aereo.
I quattro Latina di Bronzo vennero assegnati al Duo Elja (Germania), con un numero di trapezio, a Pavel Voladas, in rappresentanza della Bielorussia, con un numero di barra orizzontale, alla troupe Umbrella Girls, dalla Cina, per il loro numero di antipodismo, e al Duo Valeri, dall'Ucraina, con una performance alle cinghie aeree. 
Il Presidente della Repubblica assegnò due Medaglie Speciali, che furono consegnate a Sue Ellen Sforzi (Italia, Contorsionismo) e a Moira e Walter Jr Orfei (Italia, Mano a Mano). 
Il Premio Speciale Giulio Montico fu assegnato a Stefano Nones Orfei. 
Il Premio della Critica fu vinto dalla Troupe Ruban. 

### Dodicesima edizione (2010)
La dodicesima edizione del festival si svolse dal 14 al 18 Ottobre 2010. 
Venne presentata da Andrea Giachi. Il Direttore di Pista fu Tommy Cardarelli. 
Fu un'edizione particolarmente ricca di qualità: furono assegnati 3 Latina d'Oro, 3 Latina d'Argento e 3 Latina di Bronzo.
Il Latina d'Oro venne assegnato alla Corea del Nord, per la prima volta presente a Latina, rappresentata dalla Pyongyang Troupe, con uno spettacolare numero di Altalena Russa e Sostenuto Aereo; altrettanto spettacolare fu la performance della Troupe Sarmat, dalla Russia, in rappresentanza del Grande Circo di Mosca Bolshoi, con il loro numero di cosacchi. Anche la Cina vinse l'oro con la Jiangxii Acrobatic Troupe & Flag Circus Troupe, che eseguirono un numero di barra russa. 
I premiLatina d'Argento andarano alla Globe of Speed (Colombia), con un il Globo della Morte,, seguiti dalla China National Acrobatic Troupe balletto acrobatico dalla Cina,  e il Duo Peres, composto dai fratelli Adans e Ivan dalla Spagna, con il loro famigerato mano a mano.
I tre Latina di Bronzo vennero assegnati ancora alla Pyongyang Troupe con un numero di Giocoleria, Contorsionismo ed Equilibrio Aereo eseguito da un'artista solista, al Duo Istomini, due meravigliose sorelle contorioniste dalla Russia, e il meraviglioso Duo Viro con un incantevole numero di Cinghie eseguito da Robert e Vivien in rappresentanza dell'Ungheria.
Il Presidente della Repubblica assegnò due Medaglie Speciali, consegnate a Willer Nicolodi (Italia, Ventriloquo) e alla China National Acrobatic Troupe (Cina, Balletto Acrobatico). 
Il Premio Speciale Giulio Montico fu assegnato a Giordano Caveagna (Italia, Grandi Felini)
Il Premio della Critica fu vinto dal duo compostao da Shannon Maguire e Samson Finkelstein, in rappresentanza di Canada e USA al trapezio. 

### Tredicesima edizione (2011)
La tredicesima edizione si svolse dal 13 al 17 ottobre 2011. Vennero assegnati 2 Latina Oro, 3 Latina Argento e 2 Latina Bronzo. Il Latina Oro venne assegnato alla Russia rappresentata dalla Troupe Chernievsky con il numero Bascule e dalla Troupe Vavilov con il numero Acrobatica Aerea. Il Premio Giovanile venne assegnato all'Italia rappresentata da Flying Martini con il numero Volanti. Il Latina Argento venne assegnato al Vietnam rappresentato dagli Giang Quoc Brothers con il numero Mano a Mano, alla Romania rappresentata dal Duo Ballance con il numero Mano a Mano e a Cuba rappresentata da Leosvel & Diosmani con il numero Palo Cinese. Il Latina Bronzo venne assegnato all'Ucraina rappresentata da Marina & Oleksii con il numero Cerchio Aereo e all'Italia rappresentata da Manuel Farina con il numero Grandi Felini.
Il Premio della Critica venne assegnato agli USA rappresentati dal Duo Rose con il numero Trapezio; la Medaglia del Presidente della Repubblica venne assegnata all'Italia rappresentata da Rony Vassallo (vincitore anche del Premio Giulio Montico) con il numero Cavalli e da Mike Togni con il numero Clown.

### Quattordicesima edizione (2012)
La quattordicesima edizione si svolse dal 18 al 22 ottobre 2022. Vennero assegnati 2 latina Oro, 3 Latina Argento e 5 Latina Bronzo. Il Latina Oro venne assegnato alla Cina rappresentata da China Suining Acrobatic Troupe e da Shangai Acrobatic School con i numeri Verticalismo. Il Latina Argento venne assegnato alla Colombia rappresentata da The Gerlings con il numero Filo Alto, alla Russia rappresentata da Dobrovitskyi con il numero Volanti da Terra e agli USA rappresentati da Sasha con il numero Contorsionismo e Arco. Il Latina Bronzo venne assegnato alla Russia rappresentata da Anastasia Makeeva con il numero Tango Aereo, agli USA rappresentati dal Daring Jones Duo con il numero Trapezio, all’Etiopia rappresentata dagli Addis Brothers con il numero Giochi Icariani, alla Russia rappresentata da Kolganov e Belogorlov con il numero Clown e alla Mongolia rappresentata dalla Troupe Zola con il numero Salto in Banchina.
Il Premio della Critica venne assegnato alla Colombia rappresentata da The Gerlings con il numero Filo Alto; la Medaglia del Presidente della Repubblica venne assegnata all’Italia rappresentata da Vinicio Canestrelli Togni con il numero Cavalli (vincitore anche del Premio Giulio Montico) e ad Elisabetta Bizzarro con il numero Grandi Felini.

### Quindicesima edizione (2013)
La quindicesima edizione si svolse dal 17 al 21 ottobre 2013. Vennero assegnati 2 Latina Oro, 3 Latina Argento e 5 Latina Bronzo. Il Latina Oro venne assegnato alla Cina rappresentata dalla Tianjin Acrobatic Troupe con il numero Giochi Icariani e dalla Troupe Ekk con Edgard Zapashny con il numero Cosacchi. Il Latina Argento venne assegnato all’Ucraina rappresentata da Darya Vintilova con il numero Trapezio e da Tetyana Byelova con il numero Contorsionismo, alla Russia rappresentata dalla Troupe Kovgar con il numero Bascule. Il Latina Bronzo venne assegnato all’Ungheria rappresentata da Kristian Kristof con il numero Giocoleria e alla Russia rappresentata dalla Troupe Kolykhalov con il numero Barra Orizzontale, dalla Troupe Stynko con il numero Barra Russa, dalla Troupe Ekk con il numero Jockeys e alla Francia rappresentata da Sampion Bouglione con il numero Giocoleria.
Il Premio della Critica venne assegnato alla Russia rappresentata da Kristina Bautina con il numero Trapezio; il Premio Giulio Montico venne assegnato all’Italia rappresentata da Redy e Denny Montico con il numero Grandi Felini, da Willer Nicolodi con il numero Ventriloquo e da Davis Vassallo con il numero Clown e alla Russia rappresentata dai Fratelli Zapashny con il numero Cavalli.

### Sedicesima edizione (2014)
La sedicesima edizione si svolse dal 16 al 20 ottobre 2014. Vennero assegnati 2 Latina Oro, 2 Latina Argento e 4 Latina Bronzo. Il Latina Oro venne assegnato al Turkmenistan rappresentato dalla Troupe Galkynysh con il numero Cosacchi e alla Russia rappresentata da Vasily Timchenko con il numero Leoni Marini. Il Latina Argento venne assegnato alla Russia rappresentata dalla Troupe Skokov con il numero Altalena Russa e dalla Cina rappresentata dalla Zhejiang Troupe con il numero Equilibrio su Testa. Il Latina Bronzo venne assegnato all’Ucraina & Russia rappresentate da Dima & Dima con il numero Mano a Mano, al Portogallo rappresentato da Dias Brothers con il numero Giochi Icariani, alla Russia rappresentata da Natalia Egorova Bouglione con il numero Cinghie e alla Romania rappresentata dal Trio Stoian con il numero Barra Russa.
Il Premio della Critica venne assegnato al Belgio rappresentato da Martyn Chabry con il numero Trasformismo; la Medaglia del Presidente della Repubblica venne assegnata all’Italia rappresentata da Yasmin dell’Acqua con il numero Antipodismo e da Christopher Togni con il numero Verticalismo; il Premio Giulio Montico venne assegnato al Venezuela rappresentato da Henry the Prince con il numero Clown.

### Diciassettesima edizione (2015)
La diciassettesima edizione si svolse dal 15 al 19 ottobre 2015. Vennero assegnati 1 Latina Oro, 2 Latina Argento e 4 Latina Bronzo. Il Latina Oro venne assegnato alla Cina rappresentata da Xinjiang Acrobatic Troupe con il numero Lazo & Verticali. Il Latina Argento venne assegnato alla Russia rappresentata da Aleksandr Batuev con il numero Contorsionismo e all’Uzbekistan rappresentato dal Duo Sky Angels con il numero Tessuti. Il Latina Bronzo venne assegnato alla Russia rappresentata da Alyona Pavlova con il numero Cerchio Aereo, da Evgeny Vasilenko con il numero Filo Molle e dalla Lebedkov Troupe con il numero Barra Russa e alla Spagna rappresentata da Leo & Ursula con il numero Pattinaggio Acrobatico.
Il Children Prize venne assegnato all’Ucraina rappresentata da Valeriia Davydenko con il numero Verticalismo (Gold), all’Etiopia rappresentata dal Duo Happy con il numero Giochi Icariani (Silver) e all’Italia rappresentata da Asia Perris con il numero Verticalismo (Bronze).
Il Premio della Critica venne assegnato alla Russia rappresentata da Evgeny Vasilenko con il numero Filo Molle; il Premio Giulio Montico venne assegnato all’Italia rappresentata da Wioris De Rocchi con il numero Clown e da Stefano Orfei Nones con il numero Grandi Felini.

### Diciottesima edizione (2016)
La diciottesima edizione si svolse dal 13 al 17 ottobre 2016. Vennero assegnati 1 Latina d’Oro Grand Prix, 1 Latina Oro, 3 Latina Argento e 4 Latina Bronzo. Il Latina d’Oro Grand Prix venne assegnato alla Russia rappresentata da Gia Eradze per la Regia del Festival. Il Latina Oro venne assegnato alla Russia rappresentata dal Royal Circus of Gia Eradze con i numeri Gighitti, Altalena Russa e Quadro Bianco. Il Latina Argento venne assegnato a Spagna & Italia rappresentate da Ambra & Yves, con il numero Tessuti, alla Russia rappresentata da Prosvirnin con il numero Clown e alla Cina rappresentata da Huang Yang con il numero Filo Molle. Il Latina Bronzo venne assegnato alla Colombia rappresentata dal Duo Requiem con il numero Cinghie, alla Repubblica Ceca rappresentata dal Duo Stauberti con il numero Pertiche, all’Ucraina rappresentata dal Duo Flash con il numero Acrobatica e all’Ungheria rappresentata da Bence con il numero Tessuti al Cerchio Aereo.
Il Premio della Critica venne assegnato alla Francia rappresentata da Adele Fame con il numero Tessuti; il Premio Giulio Montico venne assegnato all’Italia rappresentata dai Fratelli Pellegrini con il numero Mano a Mano e da Vinicio Canestrelli Togni con il numero Grandi Felini.

### Diciannovesima edizione (2018)
La diciannovesima edizione si svolse dal 18 al 22 ottobre 2018. Vennero assegnati 4 Latina Oro, 2 Latina Argento e 3 Latina Bronzo. Il Latina Oro venne assegnato alla Russia rappresentata dalla Troupe Pronin con il numero Altalena Russa e dalla Troupe Ruban con il numero Bascule, alla Cina rappresentata da Nanjing Troupe con il numero Giochi Icariani con Bascule e all’Italia rappresentata dalla Famiglia Togni con il numero Alta Scuola-Felini-Trapezio. Il Latina Argento venne assegnato alla Russia rappresentata da Alessia Fedotova con il numero Verticalismo ed a Cuba rappresentata dal Duo Ebenezer con il numero Mano a Mano. Il Latina Bronzo venne assegnato alla Germania rappresentata da Lisa Rinne con il numero Scala Aerea e Trapezio, all’Italia rappresentata da Vioris Zoppis con il numero Cinghie ed all’UK & Ucraina rappresentate dal Duo A & J con il numero Cinghie.
Il Premio della Critica venne assegnato alla Francia rappresentata da Julot Cousins con il numero Hula Hoop su Attrezzo Oscillante; il Premio Giulio Montico venne assegnato all’Italia rappresentata da Flavio Togni con il numero Cavalli.

### Ventesima edizione (2019)
La ventesima edizione si svolse dal 17 al 21 ottobre 2019. Vennero assegnati 1 Latina d’Oro Grand Prix, 4 Latina Argento e 3 Latina Bronzo. Il Latina d’Oro Grand Prix venne assegnato al Gruppo Rogoscirk. Il Latina Argento venne assegnato a The Gerlings, a Deadly Games, a Mariia Schevchenko e alla Famiglia Splinder. Il Latina Bronzo venne assegnato al Duo Cabaret, a Nicol Nicols e al Duo Olivares. Il Latina Gold Children venne assegnato a Sofia Tepla e il Latina Silver Children venne assegnato a Oskar. 
Il Premio della Critica venne assegnato a Victor Moiseev.

### Ventunesima edizione (2020)
La ventunesima edizione si svolse dal 15 al 19 ottobre 2020. Vennero assegnati 2 Latina Oro, 6 Latina Argento e 7 Latina Bronzo. Il Latina Oro Senior venne assegnato a Nicholas Errani con il numero Trapezio Washington mentre il Latina Oro Junior venne assegnato a Gabriel Dell’Acqua con il numero Verticalismo.  Il Latina Argento Senior venne assegnato a Sage Macaggi con il numero Giocoleria Cappelli, a Darwin Pellegrini con il numero Giocoleria, a Sara Mateva, con il numero Filo con Hula Hoop e a Roberta Bellucci con il numero Tessuti. Il Latina Argento Junior venne assegnato a Vinicio Jr e Giorgia Canestrelli Togni con il numero Cavalli in libertà e a Kimberly La Veglia con il numero Contorsioni e verticali. Il Latina Bronzo Senior venne assegnato a Maverik Niemen con il numero Rola-Bola, a Maverik Piazza con il numero Cinghie aeree, a Shannon Orfei con il numero Filo Basso e a Michael Zorzan con il numero Diablo. Il Latina Bronzo Junior venne assegnato a Darix De Bianchi con il numero Giocoleria e a Nicole Martini con il numero Verticali. 
Il Premio della Critica venne assegnato a Sharyn Monni con il numero Contorsionismo in una Sfera; il Premio Giulio Montico venne assegnato a Denny Montico con il numero Grandi felini e alla Famiglia Edoardo Vassallo del Circo Rony Roller.

### Ventiduesima edizione (2021)
La ventiduesima edizione si svolse dal 14 al 18 ottobre 2021. Vennero assegnati 2 Latina Oro, 3 Latina Argento e 4 Latina Bronzo. Il Latina Oro venne assegnato alla Russia rappresentata da Deep Red con il numero Cinghie Aeree e alla Lettonia rappresentata da Sergii Stupakov con i numeri Magia, Uccelli. Il Latina Argento venne assegnato all’Ucraina rappresentata dal Duo El Beso con il numero Palo Aereo, da Vladyslava Naraieva con il numero Verticali e all’Ungheria rappresentata dalla Troupe Kevin Richter con il numero Bascule. Il Latina Bronzo venne assegnato alla Spagna rappresentata dal Duo Olmos con il numero Bascula Coreana, alla Francia rappresentata da Tony Frebourg con il numero Diablo, all’Italia rappresentata dalle Sorelle Bello con il numero Adagio Acrobatico e all’Ucraina rappresentata da Ameli Bilyk con il numero Filo Molle.
Il Premio della Critica venne assegnato alla Lettonia rappresentata da Sergii Stupakov con i numeri Magia, Uccelli; il Premio Speciale Giulio Montico venne assegnato all’Italia rappresentata da Enis e Bruno Togni con il numero Cavalli.

### Ventritreesima edizione (2022)
La ventitreesima edizione si svolse dal 13 al 17 ottobre 2022. Vennero assegnati 2 Latina Oro, 3 Latina Argento e 4 Latina Bronzo. Il Latina Oro venne assegnato all’Italia rappresentata dalla Troupe di Jozsef Richter Jr e dall’Ungheria da Flying Martini con il numero Volanti. Il Latina Argento venne assegnato a Spagna e Colombia rappresentate dal Tic Tac Trio con il numero Bascula, alla Colombia rappresentata dai Celis Brothers con il numero Filo Alto e da Hermanos Acero con il numero Mano a Mano. Il Latina Bronzo venne assegnato alla Spagna rappresentata da Steven Ferreri con il numero Filo Basso, al Cile rappresentato da Clown Matute con il numero Clown, a Cuba rappresentata dal Duo Resurrection con il numero Mano a Mano e all’Italia rappresentata da Alessandro e Erika Togni con il numero Cavalli.
Il Premio della Critica venne assegnato a Cuba rappresentata dal Duo Resurrection con il numero Mano a Mano.

### Ventiquattresima edizione (2023)
La ventiquattresima edizione del Festival si svolgerà dal 12 al 16 ottobre 2023 a Latina. Alla conduzione Andrea Giachi ed Alessia Dell’Acqua. 5 giorni, 7 spettacoli con oltre 100 artisti provenienti da 24 nazioni. Attesi oltre 40 artisti a spettacolo per un totale di 14 esibizioni diverse, tutte in ANTEPRIMA MONDIALE.  I concorrenti in gara saranno valutati da una giuria tecnica e una giuria critica internazionale composte dai massimi esperti del settore circense e artistico.
Il programma:
BOOT CAMP (riservato alle scuole): giovedì 12 ottobre ore 10 (show A) e venerdì 13 ottobre ore 10 (show B)
```
   KICK OF SHOW: giovedì 12 ottobre ore 21 (show A) e venerdì 13 ottobre ore 21 (show B)
   GRAND OPENING: sabato 14 ottobre ore 16.30 (show B) e ore 21.00 (show A)
   FINAL MATCH: domenica 15 ottobre ore 15.30 (show A) e ore 19.00 (show B)
   GRAN GALÀ: lunedì 16 ottobre ore 20.30, spettacolo di Gala e premiazione dei vincitori
```

## Giuria e premi
Gli artisti in gara sono divisi in due gruppi e si esibiscono una volta al giorno di fronte ad una “Giuria Tecnica Internazionale” composta dai titolari o dai responsabili dei più importanti circhi, agenzie di spettacolo, accademie di Circo del mondo e da esponenti di chiara fama nei diversi ambiti dello spettacolo dal vivo. I parametri che vengono tenuti in considerazione ai fini della valutazione sono: l’originalità della performance, la coreografia, la qualità tecnica ed il grado di difficoltà. I premi attribuiti, salvo il caso di ex aequo, sono un “Latina d’Oro”, due “Latina d’Argento” e tre “Latina di Bronzo”. Un’ulteriore Giuria internazionale, denominata "Giuria della Critica" e composta dai rappresentanti della comunicazione, della stampa generalista e di settore e da esponenti di chiara fama nei diversi ambiti dello spettacolo dal vivo, assegna lo speciale "Premio della Critica".
Tra i Premi Ufficiali, l'Associazione Culturale Giulio Montico assegna il prestigioso "Premio Montico", mentre il Presidente della Repubblica Italiana ha assegnato in passato due medaglie speciali, che vengono attribuite ad artisti che si siano particolarmente distinti.
La Giuria Tecnica Internazionale stabilisce i premi da assegnare agli artisti è composta da rappresentanti del settore di fama rinomata, provenienti da tutto il mondo. Essa è composta da circa dieci/dodici elementi. Nel corso del tempo hanno partecipato in questo ruolo diverse personalità.
Segretario della Giuria è il Presidente Onorario dell'Associazione Culturale Giulio Montico, la signora Mirella Iuliano, già moglie del compianto Giulio Montico.
Oltre ai premi ufficiali, gli ospiti convenuti possono assegnare un Premio Speciale a nome della propria organizzazione, come tributo per un artista o una formazione che hanno apprezzato particolarmente. Talvolta il Premio può essere rappresentato da un contratto di lavoro, a dimostrazione di come l'evento sia una vera e propria fucina di talenti che, dopo Latina, si trovano a calcare le piste più famose di tutto il Mondo.

## Organizzazione
La direzione artistica è curata dal presidente dell'Associazione Culturale, Fabio Montico, mentre la direzione tecnica è curata dal vice presidente dell'associazione, Fabrizio Montico. L'organizzazione logistica viene curata dall'ufficio produzione del festival, composto da professionisti di diversi settori, che prestano le loro competenze linguistico-culturali per la realizzazione dell'evento, curando i vari aspetti: amministrazione, pubbliche relazioni, logistica (viaggi, accoglienza), eventi collaterali.